# Банута
Банута (словен. Banuta) — поселення в общині Лендава, Помурський регіон, Словенія. Висота над рівнем моря: 162,8 м.